# Купина запашна
Купина́ запашна́, купина́ ліка́рська, купина́ звича́йна, купина́ паху́ча (Polygonatum odoratum (Mill.) Druce) (Polygonatum officinale L.) Місцеві назви — купина, соломонова печатка тощо. Рослина отруйна, може також використовуватися як лікарська.

## Походження назви
Народна назва цього виду купини — соломонова печать — закріпилася за рослиною, певно, через схожість рубців, які залишаються на кореневищі від опалих стебел, із відтиском печатки на сургучі.

## Морфологічна характеристика
Багаторічна трав'яниста рослина родини Холодкові (Asparagaceae) (15-80 см заввишки) з потовщеним кореневищем і голим, пониклим, гранчастим стеблом. Листки (до 8,5 см завдовжки і 3,5 см завширшки) довгасто-еліптичні або довгасті, чергові, голі, цілокраї, гоструваті або притуплені, звернені в один бік. При основі листки стеблообгортні, сидячі або на дуже коротких черешках, зісподу сизо-зелені. Квітки пониклі, сидять по одному-два в пазухах листків, на голих квітконосах. Квітки правильні, зрослопелюсткові, з простою віночкоподібною оцвітиною. Оцвітина (5-10 мм завдовжки) біла, трубчаста з шістьма зубцями, які на верхівці мають зелену облямівку. Трубка оцвітини доверху
трохи здута, гола. Тичинок шість, маточка одна з ниткоподібним стовпчиком і трилопатевою приймочкою. Зав'язь верхня. Плід — синювато-чорна малонасінна ягода (5-7 мм у діаметрі) .

## Екологічна приуроченість
Купина лікарська росте в хвойних і мішаних лісах. Тіньовитривала рослина. Цвіте в травні.

## Поширення
Поширена по всій Україні, крім високогір'я Карпат і Криму. Заготовляють у районах поширення. Потребує дбайливого використання і охорони.

## Близький вид
Купина багатоквіткова (Polygonatum multiflorum (L.) All.) Відрізняється від купини лікарської округлим стеблом і квітками, які сидять по 3—5 у пазухах листків. Росте у листяних, рідше в мішаних лісах. Тіньовитривала рослина. Поширена по всій Україні.

## Практичне використання
Лікарська, харчова, отруйна, декоративна і косметична рослина.
У народній медицині використовують кореневища при ревматизмі, грижі, подагрі, для лікування діабету, виразки шлунка і дванадцятипалої кишки, гострого бронхіту, запалення легень, як глистогінний і болезаспокійливий засіб та при неврологічних болях.
Користуватися купиною треба обережно, бо всі частини рослини містять алкалоїди і у свіжому вигляді викликають блювоту. Крім алкалоїдів, у кореневищах містяться цукри, крохмаль, вітаміни.
Молоді пагони купини містять вітамін С (90 — 220 мг%) і вживаються в їжу як спаржа у відвареному вигляді. Є вказівки на вживання в їжу кореневищ, попередньо відварених у солоній воді.
Обидва види купини дуже декоративні, легко розмножуються кореневищами і рекомендуються для розведення на клумбах, у затінених місцях. Дуже ефектна купина в букетах.
Часом кореневища купини застосовують як косметичний засіб для зведення ластовиння та для відбілювання шкіри.

## Збирання, переробка та зберігання
Збирають кореневища купини влітку або в інші пори року, використовують найчастіше у свіжому вигляді. Сушать кореневища купини в печах протягом кількох днів. Зберігають у коробках як отруйні ліки.

## Охорона у природі
Вид занесений до офіційних переліків регіонально рідкісних рослин Одеської і Дніпропетровської областей.